# Округ Лајмстоун (Алабама)
Округ Лајмстоун (енгл. Limestone County) је округ у америчкој савезној држави Алабама. По попису из 2010. године број становника је 82.782. Седиште округа је град Атенс.

## Демографија
Према попису становништва из 2010. у округу је живело 82.782 становника, што је 17.106 (26,0%) становника више него 2000. године.
| Група             | 2000.          | 2010.          |
| Белци             | 54.142 (82,4%) | 65.112 (78,7%) |
| Афроамериканци    | 8.752 (13,3%)  | 10.429 (12,6%) |
| Азијати           | 231 (0,4%)     | 924 (1,1%)     |
| Хиспаноамериканци | 1.740 (2,6%)   | 4.591 (5,5%)   |
| Укупно            | 65.676         | 82.782         |